# M-Trakt der Hochschule Bremen

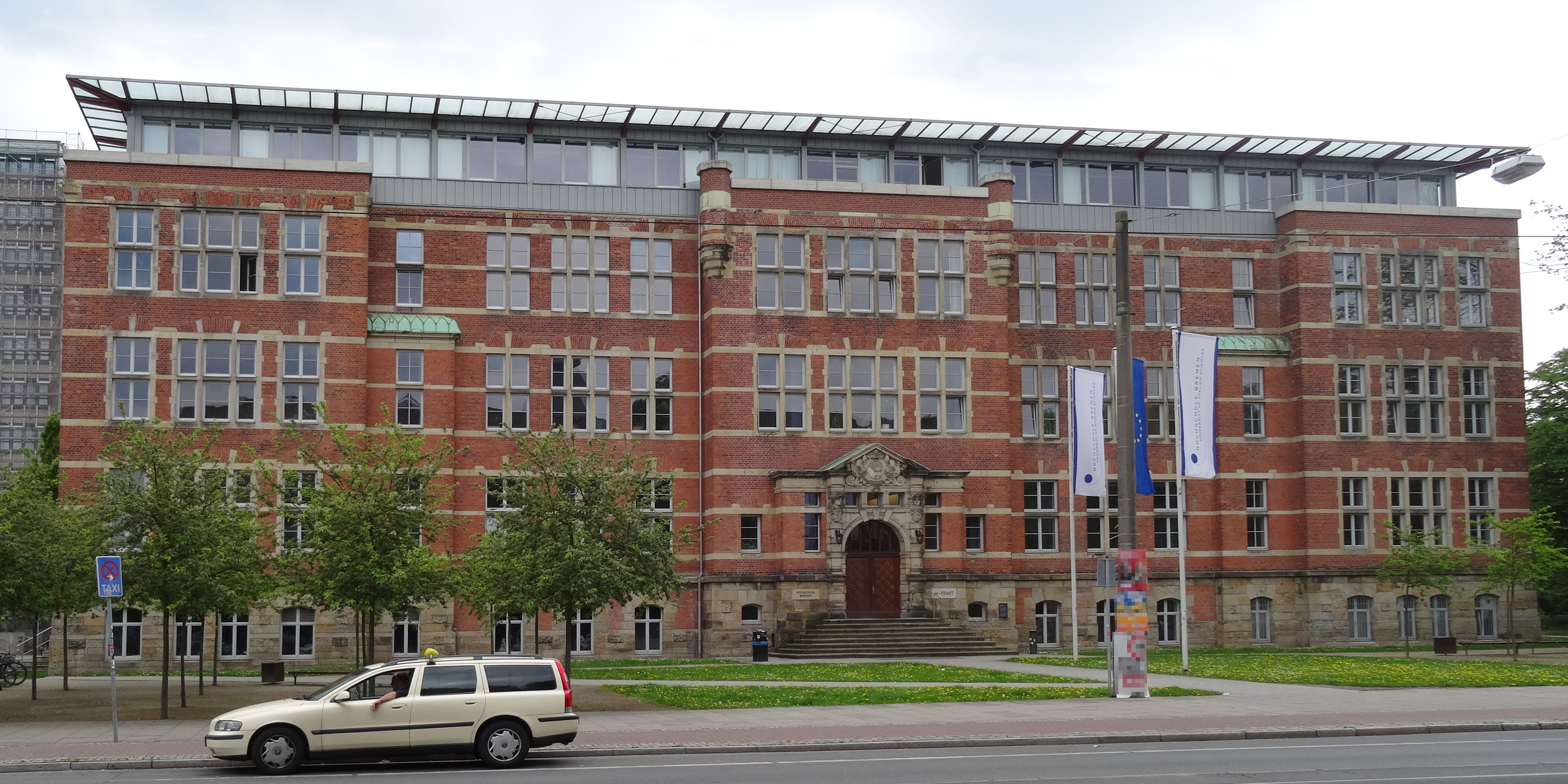
M-Trakt der Hochschule Bremen

Der M-Trakt der Hochschule Bremen in Bremen-Neustadt, Langemarckstraße 116 / Neustadtswall 30, gehört zu den bedeutenden Bremer Bauwerken.

## Geschichte

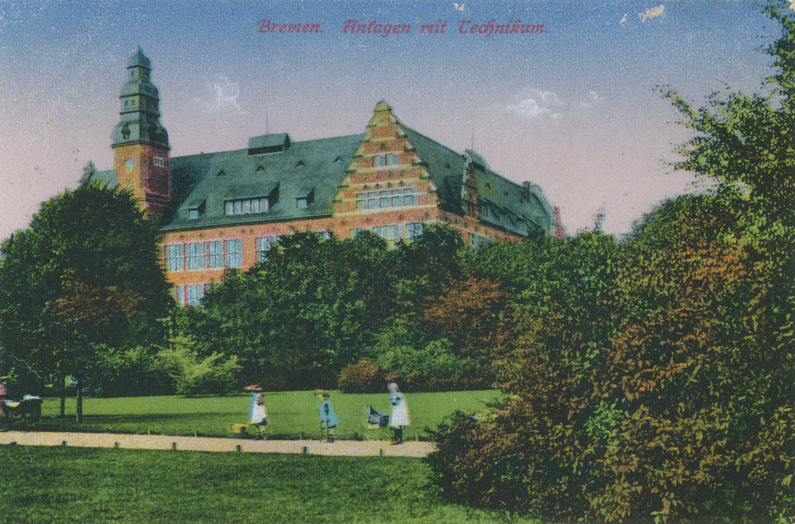
Bremer Technikum vor 1917, heute der umgebaute M-Trakt

Seit 1892 plante der Senat die Einrichtung einer technischen Gewerbeschule. 1894 richtete die Stadt im Südwestflügel der Schule an der Langemarckstraße (damals Schule an der Kleinen Allee) in der Neustadt das Technikum ein.
Von 1903 bis 1906 wurde gegenüber dieser Schule an der Langemarckstraße nach Plänen der Hochbauinspektion unter der Leitung von Architekt Hugo Weber ein dreigeschossiger historistischer Neubau mit einem höheren Sockelgeschoss und Satteldächern gebaut. Die Fassade mit Anklängen an die Renaissance bestand aus hellroten Klinkern und Gliederungen aus Sandstein. Die Fronten zierte ein barockisierender Turm mit einem mehrteiligen Turmhelm und die der Giebel der Trakte.
1914 erhielt das Technikum die Bezeichnung Technische Staatslehranstalten mit den Abteilungen Hoch- und Ingenieurbau, Maschinenbau, Elektrotechnik, Schiffbau und Luftfahrttechnik, Schiffsingenieurschule. Im Volksmund hielt sich der Name Technikum, obwohl die Schule häufiger den Namen wechselte.
Das Gebäude wurde im Zweiten Weltkrieg teilweise zerstört. Nach dem Krieg wurden Reparaturen am Gebäude vorgenommen, jedoch ohne den Wiederaufbau von Turm, Giebel und Satteldach; weitere Erweiterungsbauten folgten. Der zumeist von den Maschinenbaustudenten genutzte Trakt erhielt die Bezeichnung M-Trakt. Aus dem Technikum wurde die Hochschule Bremen.
Der M-Trakt wurde von 2000 bis 2002 um ein Geschoss für Seminarräume nach den Plänen von Wolfram Dahms und Frank Sieder (Bremen) aufgestockt. Die moderne Fassade dieses Geschosses in Glas und grauen Brüstungselementen sowie dem transparenten Überdach steht dabei in  Kontrast zur historischen Fassade. Im Inneren wurde der Innenhof aufgegeben und es entstanden Räume für die Bibliothek.
Vor dem Gebäude steht ein umgestürztes Gefallenendenkmal aus der Zeit des Nationalsozialismus und eine Tafel mit der Inschrift: „Zum Gedenken der Opfer beider Weltkriege und Mahnung zum Frieden“.
Heute (2024) befinden sich im M-Trakt u. a. Räume für die Fakultäten 3 Gesellschaftswissenschaften & 5 Natur und Technik – Abteilung Maschinenbau, das Gerätezentrum für Multidisziplinäre Strukturanalyse (GZMS), die Teilbibliothek Technik und Sozialwesen der Staats- und Universitätsbibliothek Bremen sowie das AStA-Büro.